# Zimní paralympijské hry 2018
Zimní paralympijské hry 2018, oficiálně XII. zimní paralympijské hry (korejsky 평창 동계 패럴림픽), se konaly v jihokorejském Pchjongčchangu. Slavnostní zahájení proběhlo 9. března 2018, ukončení se pak uskutečnilo 18. března 2018.
Soutěžilo se v šesti sportech, v jednotlivých disciplínách bylo rozdáno 80 sad medailí.
Maskotem her byl vybrán medvěd ušatý pojmenovaný Pandabi.

## Volba pořadatele
Města, která chtěla hostit Zimní olympijské hry 2018, musela do 15. října 2009 podat kandidaturu. Kandidaturu podaly Pchjongčchang, Mnichov a Annecy. Mnichov již hostil Letní olympijské hry 1972 a bylo by to tak první město, které by hostilo Letní olympijské hry a Zimní olympijské hry. Pchjongčchang měl už zájem o pořádání zimních olympijských her 2010 a 2014, ale vždy o několik málo hlasů prohrál.
Členové výboru pak 6. července 2011 na 123. zasedání MOV v jihoafrickém Durbanu zvolili pořadatelem Pchjongčchang v Jižní Koreji.
| Město         | Stát        | 1. kolo |
| Pchjongčchang | Jižní Korea | 91      |
| Mnichov       | Německo     | 25      |
| Annecy        | Francie     | 20      |

## Olympijská sportoviště

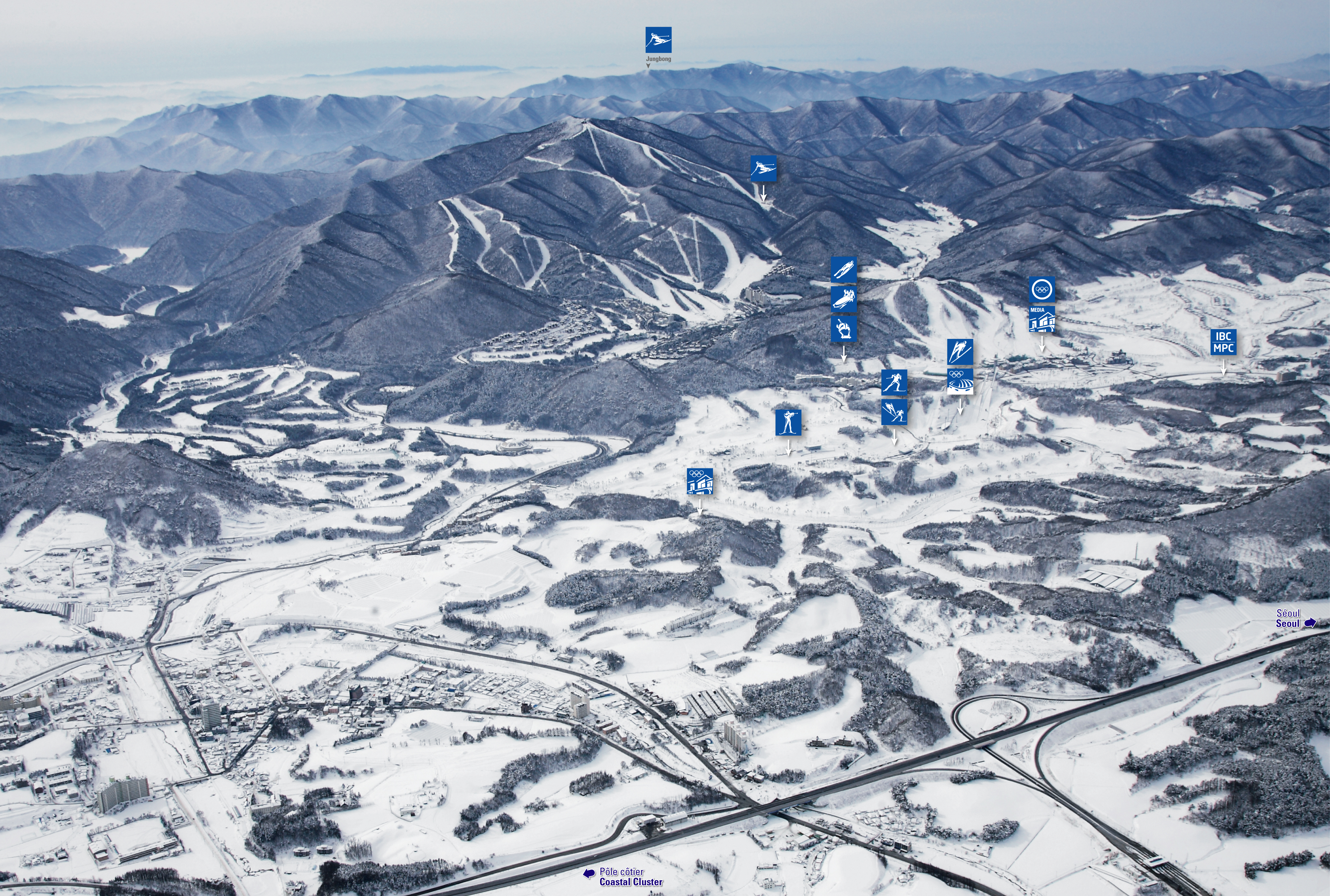
Mapa sportovišť

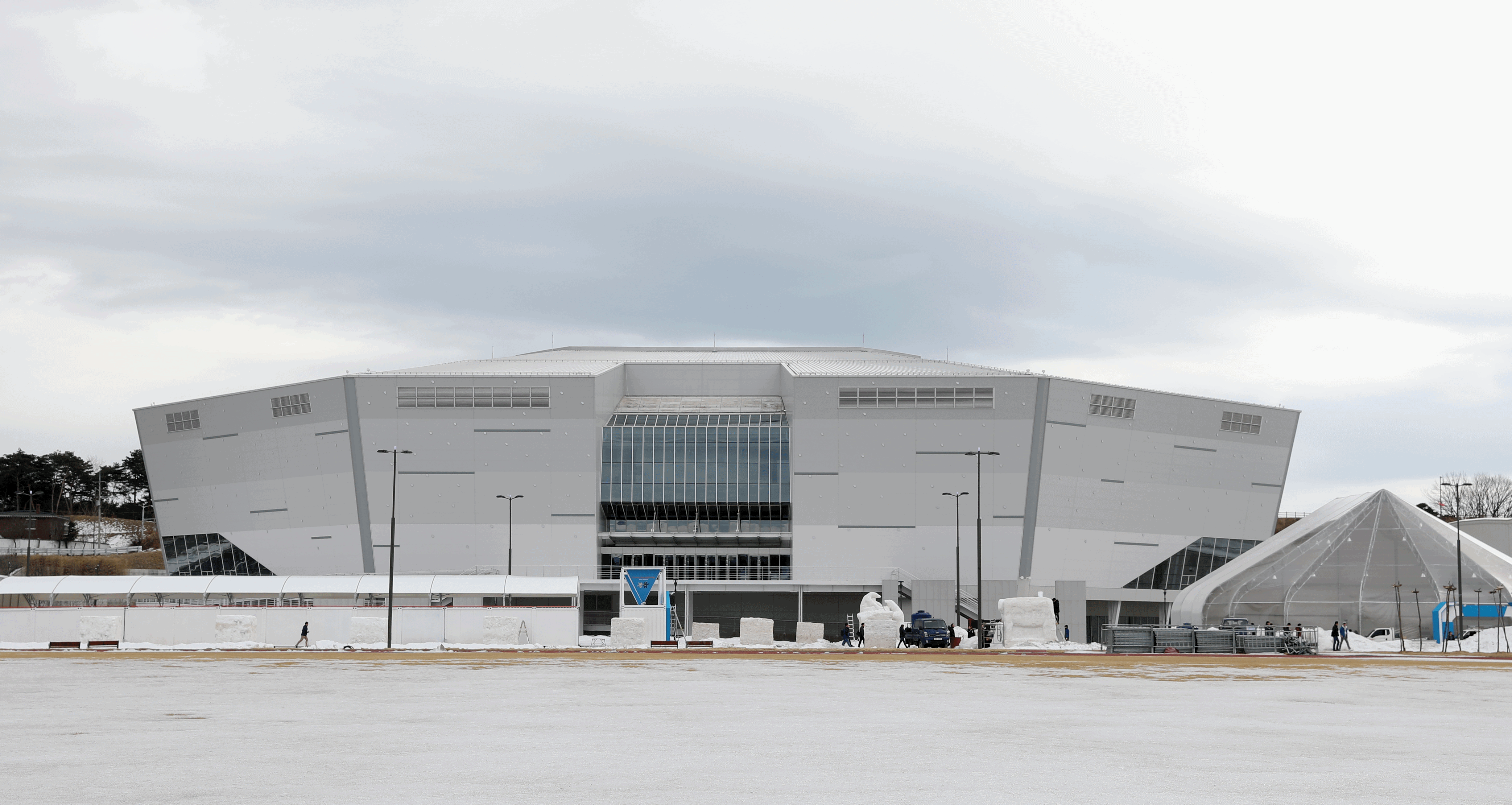
Hokejový stadion Kangnung

### Horské středisko Pchjongčchang

#### Alpensia Sports Park
- Olympijský stadion (slavnostní zahájení a zakončení ZPH 2018)
- Alpensia Resort (biatlon, severské lyžování))
- Hlavní olympijská vesnice

#### Samostatné dějiště
- Lyžařské středisko Čongson (alpské lyžování a snowboarding)

### Pobřežní středisko Kangnung
- Hokejový stadion Kangnung (sledge hokej)
- Gangneung Curling Centre (curling (vozíčkáři))

## Soutěže
Na XII. Zimních paralympijských hrách se soutěžilo v celkem 6 sportovních odvětvích.

### Sportovní odvětví
| - Alpské lyžování - Biatlon - Curling (vozíčkáři) - Běh na lyžích - Sledge hokej - Snowboarding |

### Kalendář soutěží
| ÚC | Úvodní ceremoniál | ● | Soutěžní den disciplíny | 1 | Finále disciplíny | ZC | Závěrečný ceremoniál |

| Březen              | Březen              | 9. Pá | 10. So | 11. Ne | 12. Po | 13. Út | 14. St | 15. Čt | 16. Pá | 17. So | 18. Ne | Finále |
| ------------------- | ------------------- | ----- | ------ | ------ | ------ | ------ | ------ | ------ | ------ | ------ | ------ | ------ |
| Ceremoniály         | Ceremoniály         | ÚC    |        |        |        |        |        |        |        |        | ZC     |        |
| Alpské lyžování     | Alpské lyžování     |       | 6      | 6      |        | 6      | 6      |        |        | 3      | 3      | 30     |
| Biatlon             | Biatlon             |       | 6      |        |        | 6      |        |        | 6      |        |        | 18     |
| Běh na lyžích       | Běh na lyžích       |       |        | 2      | 4      |        | 6      |        |        | 6      | 2      | 20     |
| Sledge hokej        | Sledge hokej        |       | ●      | ●      | ●      | ●      | ●      | ●      | ●      | ●      | 1      | 1      |
| Snowboarding        | Snowboarding        |       |        |        | 5      |        |        |        | 5      |        |        | 10     |
| Curling (vozíčkáři) | Curling (vozíčkáři) |       | ●      | ●      | ●      | ●      | ●      | ●      | ●      | 1      |        | 1      |
| Celkem disciplín    | Celkem disciplín    |       | 12     | 8      | 9      | 12     | 12     | 0      | 11     | 10     | 6      | 80     |
| Kumulativní součet  | Kumulativní součet  |       | 12     | 20     | 29     | 41     | 53     | 53     | 64     | 74     | 80     |        |
| Březen              | Březen              | 9. Pá | 10. So | 11. Ne | 12. Po | 13. Út | 14. St | 15. Čt | 16. Pá | 17. So | 18. Ne | Finále |

## Pořadí národů
| Pořadí | Země                              | Zlato | Stříbro | Bronz | Celkem |
| ------ | --------------------------------- | ----- | ------- | ----- | ------ |
| 1      | USA                               | 13    | 15      | 8     | 36     |
| 2      | Neutrální paralympijští sportovci | 8     | 10      | 6     | 24     |
| 3      | Kanada                            | 8     | 4       | 16    | 28     |
| 4      | Francie                           | 7     | 8       | 5     | 20     |
| 5      | Německo                           | 7     | 8       | 4     | 19     |
| 6      | Ukrajina                          | 7     | 7       | 8     | 22     |
| 7      | Slovensko                         | 6     | 4       | 1     | 11     |
| 8      | Bělorusko                         | 4     | 4       | 4     | 12     |
| 9      | Japonsko                          | 3     | 4       | 3     | 10     |
| 10     | Nizozemsko                        | 3     | 3       | 1     | 7      |
| 16     | Jižní Korea                       | 1     | 0       | 2     | 3      |